# Binodoxys silvicola
Binodoxys silvicola är en stekelart som först beskrevs av Jaroslav Stary 1972.  Binodoxys silvicola ingår i släktet Binodoxys och familjen bracksteklar. Inga underarter finns listade.